# Никольское (деревня, Чаплыгинский район)
Никольское — деревня в Чаплыгинском районе Липецкой области России. Входит в состав Братовского сельсовета.

## География
Деревня находится в северо-восточной части Липецкой области, в лесостепной зоне, на берегах реки Рясы, на расстоянии примерно 10 километров (по прямой) к северо-северо-западу от города Чаплыгина, административного центра района. Абсолютная высота — 141 метр над уровнем моря.

### Климат
Климат характеризуются как умеренно континентальный, с умеренно холодной продолжительной зимой и тёплым летом. Среднегодовая температура воздуха составляет 4,6 °С. Средняя температура воздуха самого холодного месяца (января) — −10,3 °C (абсолютный минимум — −42 °C); самого тёплого месяца (июля) — 19,5 °C (абсолютный максимум — 39 °C). Безморозный период длится около 146 дней. Среднегодовое количество атмосферных осадков составляет 480 мм, из которых большая часть выпадает в тёплый период. Устойчивый снежный покров образуется в среднем 29 ноября, сходит 8 апреля.

### Часовой пояс
Деревня Никольское, как и вся Липецкая область, находится в часовой зоне МСК (московское время). Смещение применяемого времени относительно UTC составляет +3:00.

## Население
| 1859 | 1897 | 1906 | 2010 |
| ---- | ---- | ---- | ---- |
| 667  | ↗691 | ↗930 | ↘42  |

### Половой состав
По данным Всероссийской переписи населения 2010 года в гендерной структуре населения мужчины составляли 47,6 %, женщины — соответственно 52,4 %.

### Национальный состав
Согласно результатам переписи 2002 года, в национальной структуре населения русские составляли 93 % из 60 чел.